# Hafendorf (Gemeinde Weitensfeld im Gurktal)
Hafendorf ist eine Ortschaft in der Gemeinde Weitensfeld im Gurktal im Bezirk St. Veit an der Glan in Kärnten. Die Ortschaft hat 72 Einwohner (Stand 1. Jänner 2024). 

## Lage
Die Ortschaft liegt im Gurktal, mitten in der Gemeinde Weitensfeld, teils in der Katastralgemeinde Linder, teils in der Katastralgemeinde Altenmarkt.
Zur Ortschaft gehören südlich der Gurktalstraße die Rainhube (früher Döbriacher, Nr. 1) gleich unterhalb des Gemeindehauptorts Weitensfeld,  und die Voglhube (Nr. 5, daneben war früher Schlosser) beim ursprünglichen Ortskern von Hafendorf. Nördlich der Gurktalstraße liegen die Reschnitzkeusche (Nr. 11) im Andrägraben sowie eine ausgedehnte Einfamilienhaussiedlung, die nordöstlich an den Gemeindehauptort angrenzt.

## Geschichte
Der Ort wird 1336 als Hafnerdorf erwähnt.
Bei Gründung der Ortsgemeinden Mitte des 19. Jahrhunderts kam Hafendorf an die Gemeinde Weitensfeld. 
Der gesamte Kern der Ortschaft, der die Höfe Vogl und Schlosser samt zahlreichen Nebengebäuden umfasste, brannte am 12. Juli 1889 ab; insgesamt 13 Gebäude wurden zerstört.
Bei der Kärntner Gemeindestrukturreform von 1973 kam Hafendorf zur damals neu errichteten Gemeinde Weitensfeld-Flattnitz, bei deren Auflösung 1991 wieder zur Gemeinde Weitensfeld im Gurktal.

## Bevölkerungsentwicklung
Für die Ortschaft ermittelte man folgende Einwohnerzahlen:
- 1869: 9 Häuser, 68 Einwohner[4]
- 1880: 7 Häuser, 63 Einwohner[5]
- 1890: 7 Häuser, 52 Einwohner[6]
- 1900: 5 Häuser, 74 Einwohner[7]
- 1910: 7 Häuser, 60 Einwohner[8]
- 1923: 7 Häuser, 55 Einwohner[9]
- 1934: 54 Einwohner[10]
- 1961: 11 Häuser, 71 Einwohner[11]
- 2001: 32 Gebäude (davon 28 mit Hauptwohnsitz) mit 36 Wohnungen; 95 Einwohner und 9 Nebenwohnsitzfälle; 32 Haushalte; 3 Arbeitsstätten, 7 land- und forstwirtschaftliche Betriebe[12]
- 2011: 32 Gebäude, 83 Einwohner, 33 Haushalte, 4 Arbeitsstätten[13]
- 2021: 31 Gebäude, 69 Einwohner, 30 Haushalte, 5 Arbeitsstätten[14]